# كونيكا مينولتا

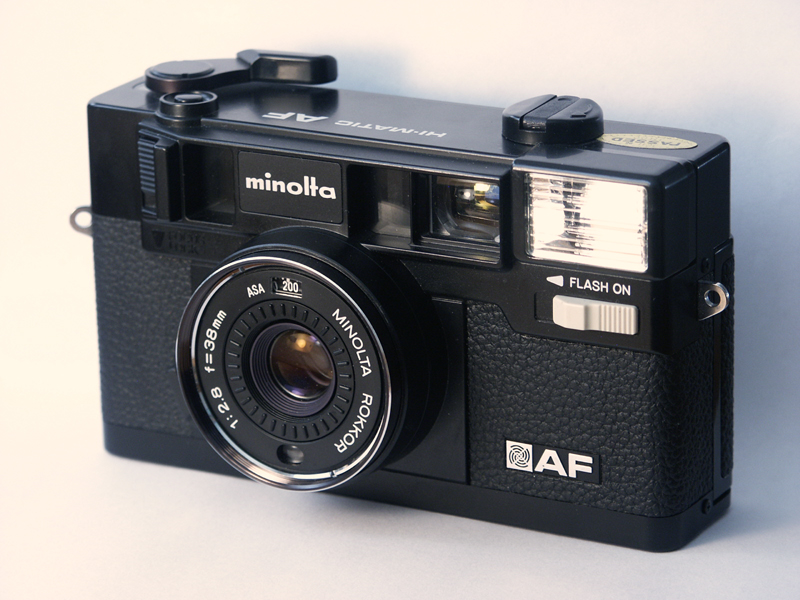
التركيز التلقائي مينولتا مرحبا ماتيتش

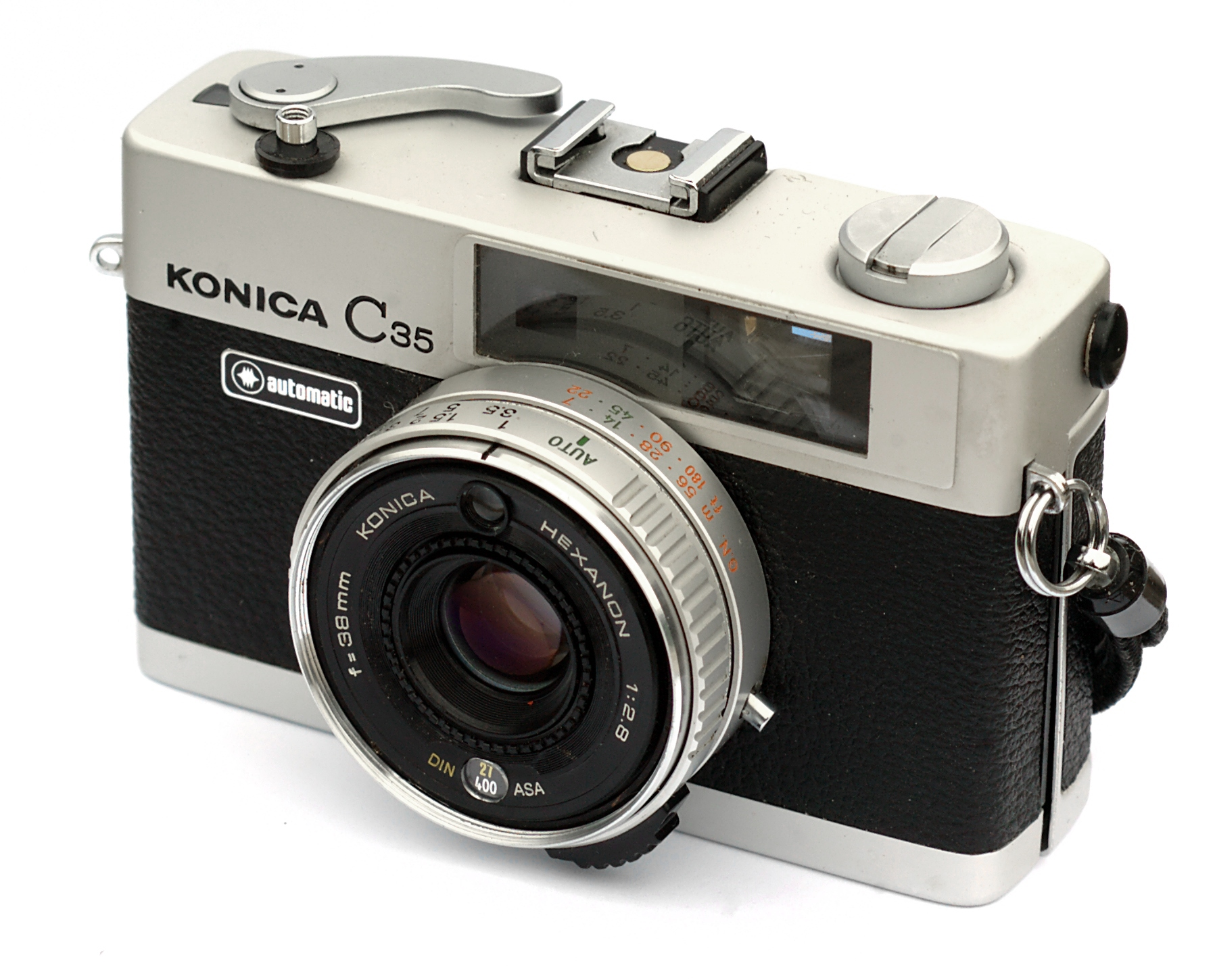
كونيكا C35 أوتوماتيكي

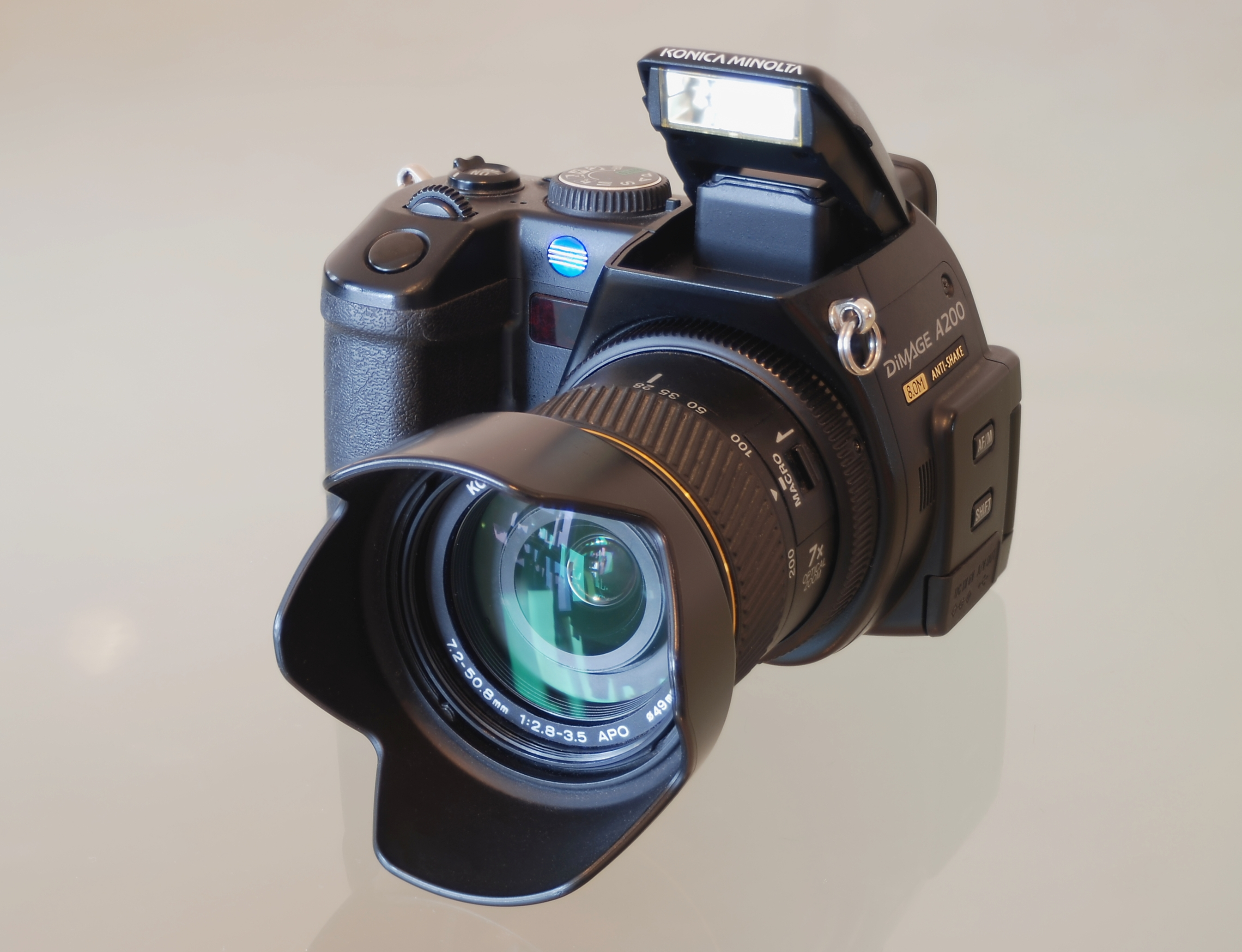
ديماج A200، كاميرا من نوع الجسر، أكثر الكاميرات الرقمية تطوراً من إنتاج شركة كونيكا مينولتا

شركة كونيكا مينولتا القابضة المحدودة (بالإنجليزية: Konica Minolta Holdings, Inc.)‏ هي شركة تكنولوجيا يابانية متعددة الجنسيات مقرها في مارونوتشي، شيودا، طوكيو، ولها مكاتب في 49 دولة حول العالم. تقوم الشركة بتصنيع منتجات التصوير التجاري والصناعي، بما في ذلك آلات التصوير وطابعات الليزر والأجهزة الطرفية متعددة الوظائف وأنظمة الطباعة الرقمية لسوق الطباعة الإنتاجية. تسمى خدمة الطباعة المدارة من كونيكا مينولتا خدمات الطباعة المحسنة. كما تصنع الشركة الأجهزة البصرية، بما في ذلك العدسات وشاشات الكريستال السائل. منتجات التصوير الطبي والجرافيكي، مثل أنظمة معالجة الصور بالأشعة السينية وأنظمة تدقيق الألوان وأفلام الأشعة السينية، أجهزة قياس الضوء وأجهزة التحويل الرقمية ثلاثية الأبعاد ومنتجات الاستشعار الأخرى، وطابعات النسيج. كانت لديها عمليات الكاميرا والصور الموروثة من كونيكا ومينولتا ولكن تم بيعها في عام 2006 إلى سوني، مع كون سلسلة ألفا من سوني هي العلامة التجارية لقسم الكاميرا العاكسة مفردة العدسة.

## تاريخ

### تاريخ الشركة
تم تشكيل كونيكا مينولتا من خلال اندماج بين شركتي التصوير اليابانيتين كونيكا ومينولتا، والذي تم الإعلان عنه في 7 يناير 2003 مع استكمال هيكل الشركة إعادة التنظيم في أكتوبر 2003. بدأت شركات المجموعة المختلفة، مثل العمليات في المقر الرئيسي والشركات العاملة الوطنية، العملية في نفس الوقت تقريبًا، ولكن تختلف التواريخ الدقيقة لكل شركة مجموعة.
تستخدم كونيكا مينولتا شعار «جلوب مارك» الذي يشبه شعار الشركة السابقة ولكنه يختلف قليلاً عنه. كما أنها تستخدم نفس شعار الشركة مثل شركة مينولتا السابقة: «أساسيات التصوير».
في 19 يناير 2006، أعلنت الشركة أنها ستنسحب من أعمال الكاميرات بسبب الخسائر المالية الكبيرة. تم تسليم عمليات خدمة كاميرا عاكسة مفردة العدسة إلى سوني بدءًا من 31 مارس 2006 وواصلت سوني تطوير الكاميرات المتوافقة مع عدسات مينولتا ضبط تلقائي للصورة. في الأصل، في المفاوضات، أرادت كونيكا مينولتا التعاون مع سوني في إنتاج معدات الكاميرا بدلاً من صفقة البيع، لكن سوني رفضت بشدة، قائلة إنها إما ستحصل على كل شيء أو تترك كل ما يتعلق بقطاع معدات الكاميرا في كونيكا مينولتا. انسحبت كونيكا مينولتا من مهنة التصوير الفوتوغرافي في 30 سبتمبر 2006. وتم تسريح ثلاثة آلاف وسبعمائة موظف.
أغلقت شركة كونيكا مينولتا قسم التصوير الفوتوغرافي في مارس 2007. توقفت أقسام الفيلم الملون والورق الملون والمواد الكيميائية للصور الفوتوغرافية وآلات المعامل الرقمية الصغيرة عن العمل. اشترت شركة طباعة داي نيبون مصنع أوداوارا كونيكا، مع خطط لمواصلة إنتاج الورق تحت العلامة التجارية داي نيبون. استحوذت CPAC على مصنع كونيكا للكيماويات.
وسعت كونيكا تواجدها التجاري وتبيع حاليًا منتجاتها في الأمريكتين وآسيا والمحيط الهادئ وأوروبا والشرق الأوسط وأفريقيا.

### سجل الكاميرا

#### التركيز اليدوي 35 ملم فيلم كاميرا عاكسة مفردة العدسة
كانت مينولتا منافسًا في سوق الكاميرا عاكسة مفردة العدسة مقاس 35 مم منذ تطوير تقنية الشوارع والسباقات للتركيز اليدوي ونماذج أخرى في منتصف الستينيات. وضعت مينولتا معظم كاميراتها للمنافسة في سوق الهواة، على الرغم من أنها أنتجت التركيز اليدوي للكاميرا العاكسة مفردة العدسة عالي الجودة في إكس دي-11. كانت آخر كاميرات التركيز اليدوي كاميرا عاكسة مفردة العدسة من مينولتا هي إكس 370 وإكس 700. شركة شنغهاي للبصريات. اشترت (النورس) أدوات ومصنع إنتاج من مينولتا في أوقات مختلفة، مما جعل بعض سلسلة إكس 300 لعلامة مينولتا
التجارية، واستمرت في إصدار التركيز اليدوي مينولتا كاميرا عاكسة مفردة العدسة المتوافقة مع النظام القديم تحت اسم النورس.

#### ضبط بؤري تلقائي للكاميرا العاكسة مفردة العدسة للأفلام مقاس 35 مم
حتى بيع وحدة التصوير الفوتوغرافي لشركة كونيكا مينولتا لشركة سوني في عام 2006، أنتجت شركة كونيكا مينولتا مجموعة مينولتا السابقة من الكاميرات الانعكاسية أحادية العدسة ذات الضبط البؤري التلقائي مقاس 35 مم، والتي أطلق عليها اسم «مينولتا ماكسسيوم» في أمريكا الشمالية و«مينولتا ديناكس» في أوروبا «مينولتا ألفا» في اليابان وبقية آسيا. تم تقديم هذا النطاق في عام 1985 مع مينولتا ماكسسيوم 7000، وبلغت ذروتها مع ماكسسيوم 9 الاحترافي (1997) المصنوع لاحقًا في
هيكل التيتانيوم (9Ti) والمتقدم تقنيًا 7 (1999). كانت كاميرات مينولتا 35مم كاميرا عاكسة مفردة العدسة AF النهائية هي ماكسسيوم 50 و70 (ديناكس 40 و60)، التي بنيت في الصين.

#### الكاميرات الرقمية
كان لدى كونيكا مينولتا مجموعة من الكاميرات الرقمية ذات النقاط والتقاط الصور للمنافسة في سوق التصوير الرقمي. تضمن خط ديماج الخاص بهم (المصمم أصلاً باسم ديماج، لاحقًا باسم ديماج) الكاميرات الرقمية وبرامج التصوير بالإضافة إلى الماسحات الضوئية للأفلام.
لقد ابتكروا فئة جديدة من الكاميرات «التي تشبه كاميرا عاكسة مفردة العدسة» مع إدخال ديماج 7 وديماج 5. مزجت هذه الكاميرات العديد من ميزات الكاميرا العاكسة مفردة العدسة التقليدية مع القدرات الخاصة للكاميرا الرقمية. كان لديهم حلقة تكبير ميكانيكية وحلقة تركيز إلكترونية على أسطوانة العدسة واستخدموا معين منظر إلكتروني يعرض 100 في المائة من عرض العدسة. تم تصميم عناصر التحكم ليتم استخدامها من قبل أشخاص على دراية بكاميرات عاكسة مفردة العدسة، ولكن لم تكن عدسة التركيز التلقائي للتكبير اليدوي قابلة للتبديل. كان النموذج 5 يحتوي على مستشعر 1 / 1.8 بوصة مع 3.3 ميغا بكسل، وكان الزوم الثابت يساوي 35-250 مم (بالنسبة إلى تنسيق 24 × 36 مم). يحتوي ديماج 7، لاحقًا 7i و7 Hi وA1 على مستشعرات 5 ميجابكسل والتي توفر لها نفس العدسة تغطية مكافئة 28-200 مم. زاد A2 وA200 الأحدث دقة المستشعر إلى 8 ميجابكسل. كان الطرازان الأصليان ديماج 5 و7 أكثر حساسية لضوء الأشعة تحت الحمراء من الموديلات اللاحقة، والتي تضمنت فلاتر مستشعر الأشعة تحت الحمراء الأكثر عدوانية، لذلك أصبحت شائعة في التصوير بالأشعة تحت الحمراء.
يتكامل A1 / A2 / A200 مع نظام مستشعر قائم على المستشعر ويعمل بالكهرباء الانضغاطية ضد اهتزاز الكاميرا. قبل إغلاق وحدة التصوير الفوتوغرافي، تضمنت تشكيلة ديماج خط Z التكبير الطويل، وخطوط E / G (سلسلة G التي تضم أخيرًا نماذج كونيكا السابقة)، وخط X رفيع / خفيف، وخط A المتقدم.
كانت ديماج G500 عبارة عن كاميرا رقمية مدمجة بدقة 5 ميجابكسل تم تصنيعها بواسطة كونيكا مينولتا في عام 2003. تأتي في علبة من الفولاذ المقاوم للصدأ، وعدسة تكبير 3 إكس مع برميل قابل للسحب، وفتحات بطاقة مزدوجة أمان رقمي وماجيك جيت، وتتميز الكاميرا بوقت بدء تشغيل يبلغ 1.3 ثانية.

#### كاميرات عاكسة مفردة العدسة الرقمية
قامت مينولتا ببعض الغزوات المبكرة في الكاميرات العاكسة مفردة العدسة الرقمية الرقمية باستخدام RD-175 في عام 1995 ومينولتا ديماج RD 3000 في عام 1999، لكنها كانت آخر الشركات المصنعة للكاميرات الكبيرة التي أطلقت كاميرا عاكسة مفردة العدسة الرقمية رقمية ناجحة باستخدام حامل AF 35 ملم في أواخر عام 2004. اعتمد RD-175 على فيلم ماكسسيوم / ديناكس 505si 35 ملم كاميرا عاكسة مفردة العدسة الرقمية واستخدم ثلاثة مستشعرات صور شحن جهاز اقتران الشحنة مختلفة مقاس بوصة - اثنان للأخضر والآخر للأحمر والأزرق - مزودًا بالصور بواسطة آلية تقسيم الضوء باستخدام مناشير مثبتة خلف عدسة. استخدمت RD 3000 عدسات مينولتا في جبل ذات تنسيق APS واستخدمت مرة أخرى عدة أجهزة اقتران الشحنة - هذه المرة جهازي استشعار 1.5 ميجابيكسل - بوصة مثبتين لإعطاء صورة إخراج 2.7 ميجابكسل. لم يتم إطلاق ديناكس / ماكسسيوم / α 7D حتى أواخر عام 2004 (بعد الاندماج مع كونيكا)، وهي كاميرا عاكسة مفردة العدسة الرقمية رقمية تعتمد على هيكل ديناكس / ماكسسيوم 7 35 ملم الكاميرا العاكسة مفردة العدسة الناجحة جدًا. الميزة الفريدة لهذه الكاميرا هي أنها تتميز بنظام مضاد للاهتزاز داخل الجسم للتعويض عن اهتزاز الكاميرا. ومع ذلك، بحلول عام 2004، كان لدى كانون ونيكون مجموعة كاملة من الكاميرات العاكسة مفردة العدسة الرقمية والعديد من المصورين الجادين قد تحولوا بالفعل، مما دفع كونيكا مينولتا إلى الانسحاب من السوق ونقل الأصول إلى سوني. كان اثنان فقط من كاميرات كونيكا مينولتا كاميرات عاكسة مفردة العدسة الرقمية الرقمية التي وصلت إلى الإنتاج قبل انسحاب الشركة هما ديناكس / ماكسسيوم 7D وديناكس / ماكسسيوم 5D (وهو نموذج مبتدئ يشترك في مستشعر 7D وتقنية مضاد للاهتزاز).
في أوائل عام 2006، أعلنت شركة سوني عن خط سوني α (ألفا) من كاميرات عاكسة مفردة العدسة الرقمية الرقمية (استنادًا إلى تقنية كونيكا مينولتا) وذكرت أنه كان من المقرر إطلاقها في صيف عام 2006. تم الاتفاق بشكل عام على، الذي تم الإعلان عنه في 6 يونيو 2006، على أنه تصميم كونيكا مينولتا على أساس 5D مع الحد الأدنى من مدخلات سوني. تضمنت مجموعة عدسات سوني الـ 21 التي تم الإعلان عنها في ذلك الوقت أيضًا مراجعات فقط لتصميمات مينولتا السابقة، أو النماذج التي كانت قيد التطوير، وتمت إعادة تسميتها مع تغييرات تجميلية طفيفة. ظلت مجموعة سوني α كاميرا رقمية عاكسة أحادية العدسة التي تستخدم حامل 'A' متوافقة مع جميع عدسات نظام مينولتا AF ومعظم الملحقات من عام 1985 فصاعدًا.
في عام 2000 ، أعلنت مينولتا عن تقديم محرك سوبر سونيك مع التركيز على عدد محدود من العدسات الجديدة. تم الاستغناء عن محرك ميكانيكي بين الكاميرا والعدسة، ولكن فقط الكاميرات العاكسة مفردة العدسة الرقمية المصنوعة من 1999 فصاعدًا (ديناكس / ماكسسيوم 7 وما بعده) كانت متوافقة، تتطلب ديناكس 9 المحترف ترقية المصنع للعمل. أعلنت شركة سوني عن برنامج في عام 2008 لتلائم المزيد من العدسات المستقبلية مع محرك سوبر سونيك، وبالتالي، قد لا تتوافق هذه التصميمات مع أجسام 1985-1999 الكاميرات العاكسة مفردة العدسة الرقمية.

### تاريخ معدات العمل

#### أجهزة متعددة الوظائف
لبعض الوقت بعد الاندماج بين كونيكت ومينولتا، استمر بيع كلا خطي الإنتاج، بينما كانت جهود البحث والتطوير جارية لإنشاء منتجات جديدة. كانت المنتجات الأولى التي تحمل شارة كونيكا مينولتا بالكامل تقريبًا منتجات «كونيكا» أو «مينولتا»، حيث كانت منتجات الجيل التالي التي تنتجها الشركتان قبل الاندماج. تضمنت هذه المنتجات الطابعات متعددة الوظائف مثل كونيكا مينولتا بيزهوب C350 (تصميم «مينولتا»، يحمل أيضًا شارة كونيكا 8022 ومينولتا CF2203)، وكونيكا مينولتا 7235 (تصميم «كونيكا»).
تضمنت النماذج المتتالية تكاملًا أكبر بين مجموعتي التقنيات، وتحتوي المنتجات الحالية مثل بيزهوب C451 (في الصورة أدناه في هذه المقالة) على العديد من التقنيات من كلا التاريخين. بعض المنتجات مثل بيزهوب 501 هي أكثر وضوحًا تصميم محرك من شركة بدلاً من الأخرى، ولكن النظام نفسه، بما في ذلك التشغيل والميزات وتقنيات RIP.

#### طابعات
نظرًا لأن عمليات الطابعة لشركة كونيكا السابقة اقتصرت على «طرازات الطابعة» من طرازات طابعة متعددة الوظائف، أو الطابعات المعاد تصنيفها من الشركات المصنعة الأخرى، بينما كانت عمليات الطابعة لشركة مينولتا السابقة قوية منذ شراء نظام إدارة الجودة (اكتمل في عام 2000 بعد زيادة التأثير والمساهمة من قبل مينولتا)، لم تتأثر عمليات الطابعة في البداية بشكل كبير من خلال اندماج كونيكا مينولتا. في الثمانينيات، صنعت نظام إدارة الجودة طابعة الليزر (KISS)، وهي الطابعة الأقل تكلفة في ذلك الوقت والتي كانت متوفرة بسعر 1995 دولارًا.
نظرًا للتعقيد المتزايد لكل من أجهزة الطابعة والطابعات متعددة الوظائف، زادت شركة كونيكا مينولتا من مشاركة التكنولوجيا بين خطي المنتجات. في العديد من المناطق، أدى ذلك إلى دمج شركة منتجات الطابعة في شركة منتجات معدات الأعمال.

## الشركات التجارية
قامت شركة كونيكا مينولتا بتقسيم وحدات الأعمال إلى شركات منفصلة.

### شركة كونيكا مينولتا للأعمال التكنولوجية
يقوم قسم شركة كونيكا مينولتا للأعمال التكنولوجية بتطوير حلول المستندات المكتبية التي تركز على اللون والرقمنة والسرعة العالية والشبكات. منتجاتها الرئيسية هي الطابعات متعددة الوظائف وآلات التصوير وطابعات الحاسوب وآلات الفاكس وأنظمة الميكروفيلم والمستلزمات ذات الصلة. يقع المكتب الرئيسي للشعبة في طوكيو، مع وجود مكاتب إقليمية في المقر الرئيسي العالمي تقع أيضًا في: ألمانيا (كونيكا مينولتا أوروبا)، الولايات المتحدة الأمريكية (كونيكا مينولتا بيزنس سوليوشنز الولايات المتحدة الأمريكية)، نيوزيلندا (كونيكا مينولتا بيزنس سوليوشنز نيوزيلندا)، أستراليا (كونيكا مينولتا أستراليا) والصين (كونيكا مينولتا الصين). هذه المقرات مسؤولة عن مبيعات ودعم شركات كونيكا مينولتا في كل بلد داخل منطقتها، بما في ذلك الموزعين وشبكات الوكلاء. في محاولة لتحسين الربحية في سوق الطابعات المتدهور، بدأت كونيكا مينولتا بيزنس سوليوشنز باكتساب موفري خدمة إدارة محتوى المؤسسات وموفري حلول البرامج. في السنوات 2013 - 2016، كانت تقنيات هيرشي (سان دييغو، كاليفورنيا)، DocPoint / شركاء الجودة (فولتون، MD) و DocuSource (فوليرتون، CA) رائدة في بيع التجزئة المعترف بها على المستوى الوطني لمنصات زيندوكس ومايكروسوفت شيربوينت ونينتكس وكوفاكس وهايلاند أون بيس التي تم الحصول عليها بقلم كونيكا مينولتا بيزنس سوليوشنز من رامزي، نيو جيرسي.
يعمل في القسم حوالي 19600 موظف.

#### الأجهزة الطرفية متعددة الوظائف (الطابعات متعددة الوظائف)
متابعة أسواق التصوير المتقدمة الأجهزة الطرفية الرقمية متعددة الوظائف (الطابعات متعددة الوظائف) من كونيكا مينولتا، والتي تحمل العلامة التجارية سلسلة «بيزهوب»، وهي مجهزة بوظائف متعددة (النسخ والطباعة والفاكس والمسح الضوئي)، ويمكن دمجها في أي بيئات شبكة مشتركة. إنها تسمح للمستخدمين بتوحيد إدارة المعدات المكتبية المتصلة بشبكة باستخدام سلسلة من برامج إدارة الشبكة وحتى لإدارة ومشاركة البيانات الممسوحة ضوئيًا والبيانات التي تم إنشاؤها بواسطة الحاسوب.

#### كونيكا مينولتا لحلول الطباعة
جيل متقدم من طابعات الليزر بالألوان صغيرة الحجم وخفيفة الوزن وعالية الأداء. يستمر سوق طابعات الليزر الملونة في التوسع، مدعومًا بالتحول السريع لمستندات الأعمال من أحادية اللون إلى ملونة. طابعات الليزر الملونة من كونيكا مينولتا - التي تحمل العلامة التجارية لسلسلة «ماجيكولور» وباستخدام تقنية الحبر الموروثة من نظام إدارة الجودة/ قمي تشمل ما كان آنذاك أصغر وأخف طابعة ليزر ملونة في العالم بجودة تصوير فوتوغرافية تبلغ 2400 نقطة في البوصة، وهي ماجيكولور 2430DL لعام 2005. توفر هذه الطابعة أيضًا إخراجًا مباشرًا من الكاميرات الرقمية باستخدام تقنية إدارة أوامر الطباعة PictBridge وEXIFII ، عبر يو إس بي. تغطي سلسلة ماجيكولور طرازات المنزل / المكاتب ذات المستوى المبتدئ مثل الطرازات الخلفات من طراز 2430، إلى محطات الطباعة الكبيرة لبيئات الشركات.
اعتبارًا من مايو 2007 تم دمج أعمال حلول الطباعة (أوروبا) مع كونيكا مينولتا بيزنس سوليوشنز (أوروبا) كجزء من الإصلاحات الجذرية داخل الشركة.

### شركة كونيكا مينولتا أوبتو
تقوم شركة كونيكا مينولتا أوبتو. بتطوير المكونات والوحدات والأنظمة البصرية.

### شركة كونيكا مينولتا الطبية والجرافيك
تشارك شركة كونيكا مينولتا الطبية والجرافيك. في التصنيع والبيع والخدمات ذات الصلة للأفلام ومعدات المعالجة للتصوير الطبي والجرافيكي. تقع الشركة في جراند رابيدز، ميشيغان، وتقوم بتصنيع وتوزيع مستلزمات فنون الرسم التقليدية والرقمية بما في ذلك: الأفلام التناظرية والرقمية، وأوراق فنون الجرافيكس، وألواح الطباعة التقليدية وCTP، والمواد الكيميائية المعالجة، ومعالجات الأفلام والألواح، وأجهزة فصل الألوان، وأجهزة فصل الألواح، وأجهزة تصحيح الألوان الرقمية والبرامج. تخدم الشركة الطباعة والنشر واتصالات الشركات وصناعات الصحف.

### شركة كونيكا مينولتا الاستشعار
تقدم كونيكا مينولتا سينسينج منتجات وبرامج وخدمات تستخدم تكنولوجيا التحكم في الضوء والقياس في أربعة مجالات رئيسية للمنتجات: قياس اللون وقياس العرض والقياس ثلاثي الأبعاد والقياس الطبي.
- قياس اللون: مقاييس الطيف الضوئي ومقاييس الألوان ثلاثية الأبعاد (متر الكروما) لقياس الألوان المنعكسة والمرسلة للأشياء. تُستخدم في المجالات الصناعية وغيرها من المجالات للتحكم في جودة الألوان، والتصنيف حسب اللون، وتطبيقات CCM في مجموعة متنوعة من الموضوعات، بما في ذلك أجزاء السيارات، والطلاء، والبلاستيك، والمنسوجات، ومواد البناء والأطعمة، وتصحيح مشاكل الرؤية.[15]
- التحليل الطيفي: معدات التحليل الطيفي للمختبر والعمل العلمي عبر طيف الأشعة فوق البنفسجية / المرئي / نير. يمكن استخدام معدات التحليل الطيفي لاستعادة الأعمال الفنية القديمة،[16] وتحليل لون الأطعمة والمشروبات،[17] وقياس محتوى الكحول في الدم.[18]
- قياس العرض: أجهزة تحليل ألوان العرض، ومقاييس الألوان الطيفية، ومقاييس الإشعاع الطيفي لاختبار أداء وجودة العرض، وفحص وضبط توازن اللون الأبيض والتباين، وقياس صفاء اللون والسطوع والتوازن بدقة. تشمل الموضوعات أنواعًا مختلفة من أجهزة التلفزيون[19] وشاشات الحاسوب (البلازما، شاشة العرض البلوري السائل)، بالإضافة إلى شاشات العرض الأخرى (الهواتف المحمولة والكاميرات الرقمية ومعدات الملاحة في السيارة).
- القياس ثلاثي الأبعاد: تقوم المحولات الرقمية ثلاثية الأبعاد بمسح الكائنات ثلاثية الأبعاد واستيراد البيانات ثلاثية الأبعاد إلى أجهزة الحاسوب. يمكن استخدام البيانات للتطبيقات الطبية، والبحث الأكاديمي، والأرشفة ثلاثية الأبعاد، والدراسات الأثرية، وإنتاج رسومات الحاسوب، وكذلك للتطبيقات الصناعية مثل الهندسة العكسية والتحقق من التصميم وفحص الجودة.
- القياس الطبي: منتجات للقياسات غير الغازية للقيم الفسيولوجية. تشمل هذه الأجهزة مقاييس التأكسج النبضي التي تحدد تشبع الأكسجين في الدم ومقاييس اليرقان المدمجة التي يمكنها اختبار الأطفال حديثي الولادة من اليرقان دون أخذ عينات الدم.[20]

### شركة كونيكا مينولتا للرعاية الصحية الأمريكتين
شركة كونيكا مينولتا للرعاية الصحية الأمريكتين، المعروفة سابقًا باسم شركة كونيكا مينولتا التصوير الطبي الولايات المتحدة الأمريكية، هي وحدة أعمال تابعة لشركة كونيكا مينولتا، ويقع مقرها في واين، نيوجيرسي. توفر الوحدة التصوير الشعاعي الرقمي والتصوير بالموجات فوق الصوتية وحلول تكنولوجيا المعلومات للرعاية الصحية والحلول القائمة على الخدمة للمستشفيات ومراكز التصوير والعيادات والممارسات الخاصة في جميع أنحاء الولايات المتحدة وكندا وأمريكا اللاتينية.
في يوليو 2017، استحوذت الشركة على شركة أليسو فيجو، شركة الاختبارات الجينية علم الوراثة أمبري ومقرها كاليفورنيا، مقابل مليار دولار أمريكي.

### محلات الطباعة (كينكو اليابان وكينكو كوريا)
في عام 2012، اشترت شركة كونيكا مينولتا العمليات اليابانية لشركة فيديكس كينكوس. تتألف الصفقة من بيع 61 مكتب طباعة في جميع أنحاء اليابان. لاحقًا، في عام 2013، اشترت شركة كونيكا مينولتا عمليات فيديكس كينكوس في كوريا الجنوبية. تم تغيير اسم عمليات كونيكا في كلا البلدين لاحقًا لإزالة الإشارة إلى فيديكس، ولكن احتفظت باسم كينكو.
في اليابان، استمرت متاجر كينكو في مناطق كيوشو وتشوغوكو وشيكوكو في العمل من قبل GA كريوس، وهي شركة تابعة للجنرال أساهي.

## الرعايات
تشمل رعاية كونيكا مينولتا:
- كأس التحدي (2003-2008)
- للدراجات النارية: ماكوتو تامادا (2005-2006)، شينيا ناكانو (2007)
- جاتور باول (2008-2011)
- الاتحاد الآسيوي لكرة القدم (2004 حتى الآن)
- كأس آسيا[26] (2004 حتى الآن)
- أتالانتا بيرجاماسكا كالتشيو (2011 إلى الوقت الحاضر)
- نادي إنترناسيونالي ميلانو (2018 إلى الوقت الحاضر)
- واين تايلور ريسينغ (2014 إلى الوقت الحاضر)
- جولة PGA على CBS، كاميرا SwingVision (2005 إلى الوقت الحاضر)
- سلسلة K&N Pro East: هاريسون بيرتون (2016 إلى الوقت الحاضر)
- أبطال سي إن إن[27] (2014 أكتوبر - 2014 ديسمبر)
- جائزة ريدلاندز كونيكا مينولتا للفنون (1996 حتى الآن) من المدرسة الوطنية للفنون في سيدني، أستراليا، والتي تبلغ قيمتها 25000 دولار أسترالي،[28][29] ومن بين الفائزين السابقين إيمانتس تيلرز، وبات براسينجتون، وكالوم مورتون، وديينا جورجيتي، وفيرنون آه كي، وبن كويلتي، وليدي لي، فيونا فولي.[30] بدأت الجائزة في صالة الألعاب الرياضية في مدرسة ريدلاندز في كريمورن بسيدني عام 1996 كجائزة للرسم، تسمى جائزة ريدلاندز للفنون. كجائزة اكتساب، يتم عرض المجموعة الكبيرة اعتبارًا من 2020 في المدرسة.[31]